# Ezdrasz Biesok
Franciszek Ezdrasz Biesok OFM (ur. 24 stycznia 1963 w Cieszynie) – polski prawnik, doktor prawa kanonicznego, kapłan franciszkanin, prowincjał, wikariusz sądowy Sądu Biskupiego diecezji bielsko-żywieckiej.

## Życiorys
Ezdrasz Biesok należy do górnośląskiej Prowincji Wniebowzięcia NMP Zakonu Braci Mniejszych – Franciszkanów. Studiował filozofię w Wyższym Seminarium Duchownym Braci Mniejszych w Katowicach, po czym został skierowany na studia teologiczne do Studium Theologicum Jerosolimitanum w Izraelu (Klasztor Najświętszego Zbawiciela w Jerozolimie). Po złożeniu profesji zakonnej w 1989 został wyświęcony na diakona w Jerozolimie przez patriarchę Michela Sabbaha. Święcenia kapłańskie przyjął w 1992 w Katowicach z rąk ks. bpa Gerarda Bernackiego. Pracował duszpastersko w Parafii św. Wojciecha w Bytomiu. Następnie kontynuował studia z zakresu prawa kanonicznego na Katolickim Uniwersytecie Lubelskim i w rzymskim Antonianum, uzyskując tytuł doktora prawa kanonicznego.
Kapituła macierzystej prowincji zakonnej wybrała go 24 czerwca 2004 prowincjałem (reelekcja 24 czerwca 2010). W czasie pełnienia urzędu ministra prowincjalnego przez o. Biesoka rozwinęła się obecność braci mniejszych na terenach byłego Związku Radzieckiego. Powstały fundacje prowincjalne na Białorusi (Fundacja Stygmatów św. Franciszka z Asyżu) i Ukrainie (Fundacja Bizantyjska Wszystkich Świętych Zakonu Serafickiego w obrządku wschodnim). Za jego prowincjałatu rozpoczęto wydawanie serii Szkoła Seraficka. Dwukrotnie reprezentował prowincję na kapitułach generalnych zakonu w Asyżu: w 2006 i 2009 r.
Ojciec Biesok jest wykładowcą prawa kanonicznego w Wyższym Seminarium Duchownym Braci Mniejszych w Katowicach oraz członkiem zwyczajnym Stowarzyszenia Kanonistów Polskich. Jednym z ważniejszych aktów urzędowych o. Biesoka jako ministra prowincjalnego było nadanie 10 października 2011 statusu prawnego założonej w Cieszynie przez franciszkanów Szkole Nowej Ewangelizacji Zacheusz. Za prowincjałatu o. Ezdrasza erygowano domy zakonne w: Nyżnij Bystryj, Choczu, Użgorodzie, Podłężu Królewskim, Smoleńsku, Soligorsku i Osipowiczach. Po złożeniu urzędu w 2013 kapituła prowincjalna wybrała o. Ezdrasza definitorem prowincjalnym.
Na kapitule prowincji (tzw. kapitule mniejszej) Wniebowzięcia Najświętszej Maryi Panny Zakonu Braci Mniejszych w roku 2016 ponownie został obrany definitorem tejże prowincji. W latach 2016–2017 o. Biesok, z nominacji generała zakonu Michaela Perry'ego, pełnił obowiązki wizytatora generalnego Prowincji Niepokalanego Poczęcia NMP w Polsce (bernardyni). W latach 2013–2017 był obrońcą węzła małżeńskiego w Sądzie Metropolitalnym w Katowicach.
W latach 2007–2013 pełnił funkcję Protektora Duchowego Wielkiego Przeoratu Polski Ordo Militiae Christi Templi Hierosolymitani.
W 2017 o. Biesok wybrany został przez ks. bpa Roman Pindla wikariuszem sądowym Sądu Biskupiego diecezji bielsko-żywieckiej. Jest członkiem z urzędu Rady Kapłańskiej tejże diecezji.

## Opracowania naukowe
- Franciszkanie w Bytomiu. W: Franciszkanie w Bytomiu: Ponad siedem wieków obecności. Bytom: Oficyna Wydawnicza 4K, 1997. ISBN 83-85214-29-1. Brak numerów stron w książce
- L’Obbligo della formazione permanente dei religiosi nei documenti del magistero dal Vaticano II alla "Vita consecrata": Studio del can. 661 (pars dissertationis). Rzym: Pontificium Atheneum Antonianum, 1999. (wł.). Brak numerów stron w książce
- Zarys dziejów klasztoru panewnickiego. W: Antoni Barciak (red. nauk.): Wkład Kościołów i Zakonu Franciszkanów w kulturę Katowic. Katowice: Instytut Górnośląski, 2003, s. 338-344. ISBN 83-86053-46-1.
- Statuta Generalia Ordinis Fratrum Minorum: Statuty Generalne Zakonu Braci Mniejszych. Wrocław: Wydawnictwo św. Antoniego, 2005. ISBN 83-88598-61-9. Brak numerów stron w książce (tłumaczenie)
- O. Zbigniew Kusy OFM wyniesiony do godności biskupiej. W: Studia Franciszkańskie 24. Poznań 2014. ISSN 0860-0775.
- Bracia Mniejsi tanquam peregrini et advenae (2 Reg 6,2) w kontekście obowiązujących norm prawa kanonicznego. W: Andrzej Zając (red.): Mądrość Franciszkowych pism. Kraków 2015. ISBN 978-83-934548-2-2.
- Bronisław Wenanty Zubert OFM (1835-2015). W: Studia Franciszkańskie 25. Poznań 2015. ISSN 0860-0775.
- Marcin Roman Olejnik (1953-2016). W: Studia Franciszkańskie 27. Poznań 2017. ISSN 0860-0775.
- Komunistyczny obóz internowania i pracy sióstr elżbietanek w Kobylinie. W: Studia Franciszkańskie 28. Poznań 2018. ISSN 0860-0775.
- „Skrwawiona stuła”. Kapłan, żołnierz i patriota. Fabian Gerard Waculik OFM (1887-1961). W: Niezwykli franciszkanie XX/XXI stulecia. Część trzecia. Poznań 2018. ISSN 1505-8352.
- Nie tędy obywatelu: Bernardyn Izydor Grzyska OFM (1906-1973). W: Niezwykli franciszkanie XX/XXI stulecia. Część czwarta. Poznań 2020. ISSN 1505-8352.
- „Homo doctus, prudens et pacificus” – Wspomnienie o ojcu Antonim Galikowskim. W: Bernard J. Marciniak, Andrzej Pryba (red): Liber magistrorum. Ojciec Salezy Bogumił Tomczak OFM. Poznań 2021. ISBN 978-83-66399-40-2.
- O. Wilhelm Rogosz OFM 1865-1939. W: Tomasz Moskal (red): Iucunditas cordis – haec est vita hominis. Księga Jubileuszowa dla dr. hab. Aleksandra Krzysztofa Sitnika OFM w 25. rocznicę święceń kapłańskich. Sandomierz 2023. ISBN 978-83-8101-550-9.

## Odznaczenia
- Złoty Medal Pielgrzyma Ziemi Świętej (2012)